# Jindřich Štyrský
Jindřich Štyrský (11. srpna 1899 Dolní Čermná u Kyšperka – 21. března 1942, Praha) byl český malíř, fotograf, grafik, výtvarník, básník, představitel surrealismu a teoretik.

## Život

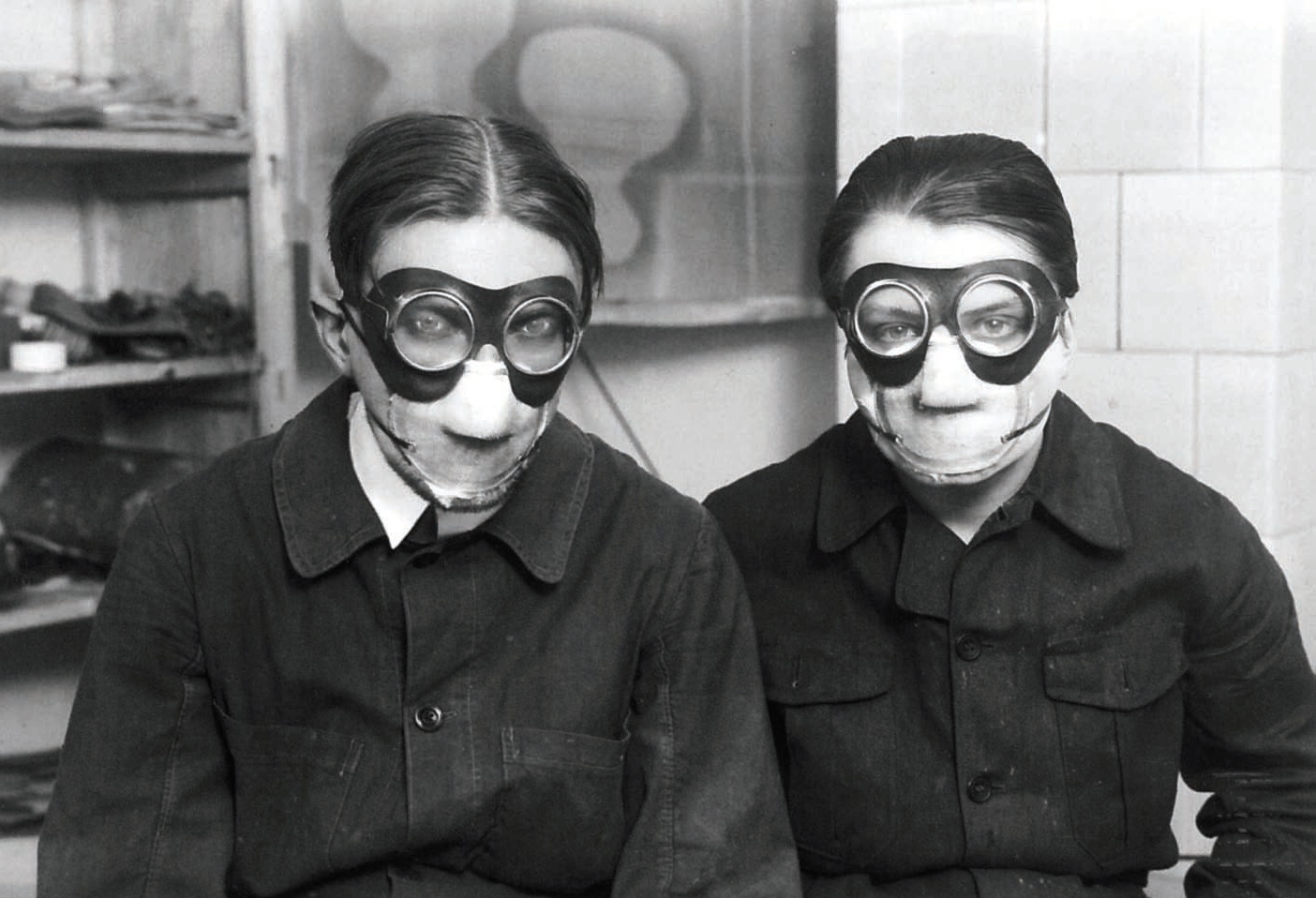
Malíři Štyrský a Toyen v maskách při práci s „Deka“ barvami

Jindřich Štyrský se narodil v Dolní Čermné, kde také prožil dětství. Ztráta nevlastní sestry v roce 1905 výrazně ovlivnila jeho život a pozdější výtvarnou tvorbu.
Studoval nejprve gymnázium v Hradci Králové, potom pražskou Akademii výtvarných umění. Byl velmi aktivní v uměleckém světě, od roku 1923 byl členem Devětsilu, v letech 1932–1942 členem Spolku výtvarných umělců Mánes.
Jeho rané umělecké práce vznikly částečně pod vlivem kubismu, hlavním stylem se pro něj ale později stal surrealismus. Během letního pobytu roku 1922 se seznámil s malířkou Toyen (vlastním jménem Marie Čermínová, 1902–1980). Jako umělecká dvojice úzce spolupracovali. Společně se pak stali členy Devětsilu a v letech 1925–1928 žili v Paříži. Tam také založili svůj vlastní směr, české odvětví surrealismu – artificialismus (přechod mezi poetismem a surrealismem/přemostění mezi realitou a abstrakcí). Po návratu do Prahy byl šéfem výpravy Osvobozeného divadla. Roku 1934 se spolu s Toyen, Bohuslavem Broukem, Vítězslavem Nezvalem či Karlem Teigem stal spoluzakladatelem Skupiny surrealistů v ČSR v Praze.
Na pozvání pařížských surrealistů odjeli v roce 1935 znovu do Paříže. Tam ale Štyrský vážně onemocněl, pravděpodobně na stejnou srdeční chorobu jako jeho sestra. Z ní se během svého pobytu zotavil jen dočasně.
„Mým očím je stále nutno házet potravu. Polykají ji nenasytně a surově. A v noci ve spánku ji tráví,“ napsal čtyři roky před svou smrtí Jindřich Štyrský a vystihl tak svou neustálou potřebu tvořit, kterou se rád nechal unášet.
Zemřel v roce 1942 v Praze. 
Štýrského surrealistický hrob navrhla jeho umělecká partnerka Toyen a nachází se na Strašnickém hřbitově za budovou krematoria Strašnice (STU6, souřadnice 50.0754792N, 14.4848036E).  

## Dílo
Zabýval se fotografií, kolážemi, malířstvím, grafikou, knižní ilustrací, poezií, scénografií.

### Fotografická tvorba
Zajímavé a ceněné jsou jeho fotografické cykly z Prahy a Paříže:
- Žabí muž, 1934
- Muž s klapkami na očích, 1934
- Pařížské odpoledne, 1935

Výběr z těchto fotografií vyšel posmrtně s básněmi Jindřicha Heislera v roce 1941 – Na jehlách těchto dní (za války vyšlo v samizdatu, v roce 1945 oficiální tištěná verze).

#### Počátky tvorby
Štyrský se začal fotografií zabývat ve svých 21 letech. Striktně však rozlišoval mezi snímky pro vlastní potřebu a uměleckými pracemi. Jako první surrealistický fotograf zachytil v roce 1932 legendární zříceninu zámku La Coste. Celkem pět jeho precizně provedených fotografií publikoval v Rozpravách Aventina. Z těchto fotografií je nejvíce oceňován detail popraskané zdi porostlé břečťanem – údajně je to nejsugestivnější fotografie pořízená na La Coste.

#### Muž sklapkami na očích a Žabí muž
V roce 1935 poprvé prezentoval své dílo na výstavě Skupiny surrealistů v ČSR. Představil tam své dva rozsáhlé soubory Muž s klapkami na očích a Žabí muž, které obsahovaly celkem 73 fotografií. Již od začátku bylo jeho dílo vnímáno jako výrazný přínos surrealismu moderní fotografii. Téměř okamžitě po vystavení svých fotografií začal být Štyrský srovnáván s Eugenem Atgetem – oba fotografovali pouťové atrakce a kolotoče, stejně tak jako výlohy obchodů, nejen kvůli vystavenému zboží, ale také odrazům z ulice.
Mezi oběma cykly neexistoval žádný klíč, který by určoval, proč je která fotografie zařazena právě do daného cyklu. Obě části se však přesto v jistém smyslu doplňují.

#### Pařížské odpoledne
Po těchto dvou cyklech plánoval Štyrský ještě jeden, který částečně realizoval během svého pobytu v Paříži v roce 1935. Tomuto cyklu dal později název Pařížské odpoledne. Co do počtu fotografií byl ale výrazně menší, než dva předchozí – Štyrský ho pravděpodobně nestihl kvůli nemoci dokončit. Práci mu také ztížil fakt, že v té době vyšlo v Paříži hned několik samostatných fotografických publikací a fotografické osvojení Paříže pro něj tím pádem bylo složitější. Tento cyklus by bylo možné označit jako určitý závěr jeho fotografického díla. Kromě postupů uplatněných v předchozích cyklech do jeho děl začal pronikat nový motiv – funerálie, devastace a eroze, které nejčastěji nacházel ve hřbitovní kapli nebo na náhrobcích.

#### Přírodní motivy a oblíbené lokality
Štyrský byl po jistou dobu také velmi zaujat přírodou, což není z fotografií zařazených do jeho cyklů vůbec patrné – tam čerpal především z městského prostředí. Podle dochovaných snímků se usuzuje, že řadu svých fotografií pořizoval na nejrůznějších místech v Čechách, často v pohraničí. Cestoval po Šumavě, kde fotografoval vyvrácené stromy, kmeny, spadané větve, byl u Černého jezera, nejspíše navštívil Prachovské skály. Na jeho snímcích se dochovaly četné studie stínů, listí, kořenů a rašelinišť. Obsahují rovněž množství různých detailů, odrazů ve vodě, záběrů na struktury skal a kapradin.

### Výtvarná činnost
Začínal jako kubistický malíř s lyrickým zaměřením, ale brzy přešel k imaginativní tvorbě. Od pobytu v Paříži s Toyen jeho tvorba směřovala směrem k surrealismu, hlavním zdrojem jeho inspirace se staly sny a jejich prožitek – cyklus Kořeny.
Štyrský byl jedním z prvních evropských umělců, kteří se zabývali barevnou koláží. Mezi jeho erotické fotokoláže patří například kniha s doprovodnými texty Emilie přichází ke mně ve snu, 1933 (doslov Bohuslav Brouk).

#### Významná díla
- Náměsíčná, Moravská galerie v Brně[6]
- Loutkář, Národní galerie Praha[7]
- Venkovský hřbitov, Národní galerie Praha[8]

## Umělecký přínos

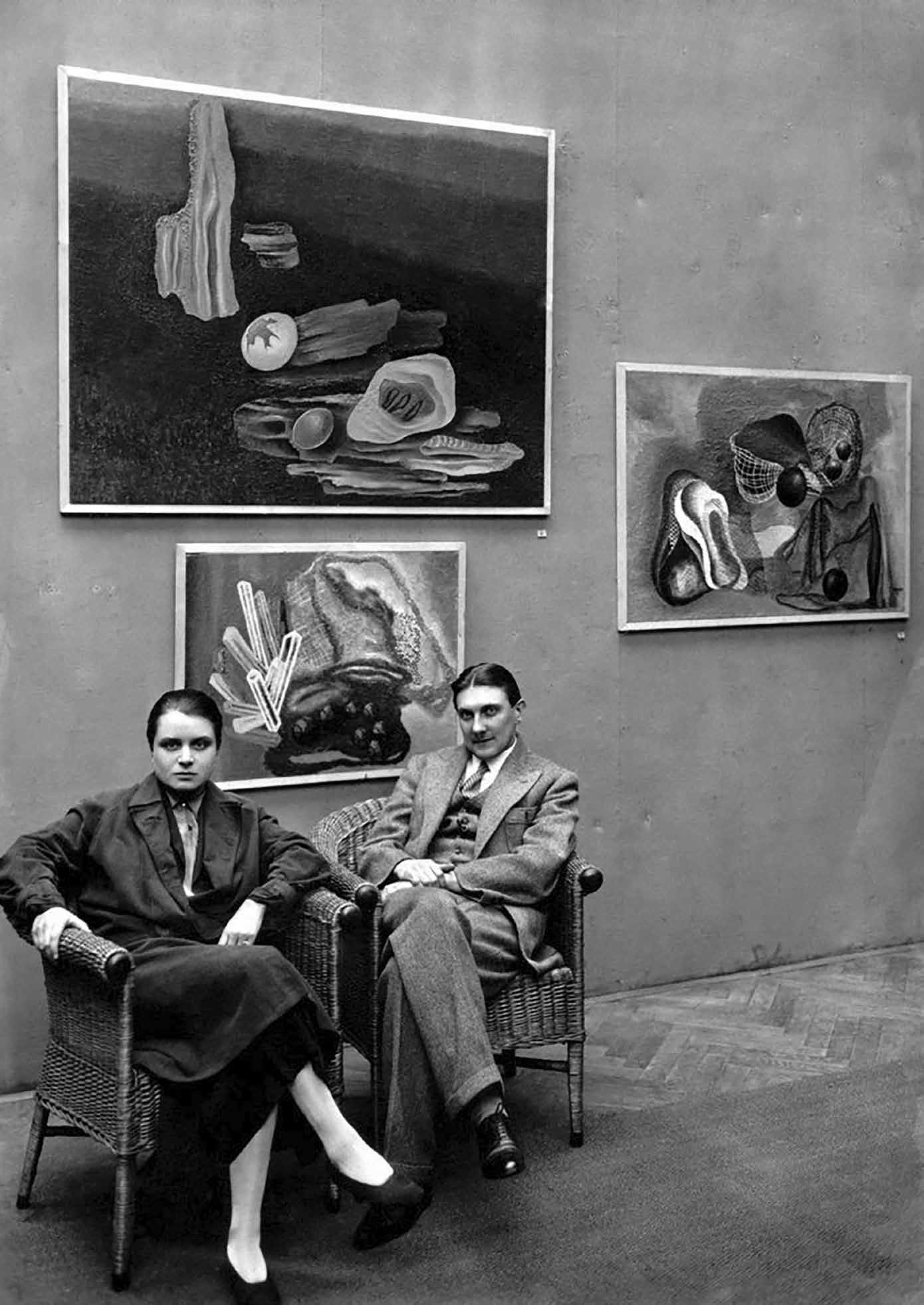
Jindřich Štyrský a Toyen na své společné výstavě v Alšově síni Umělecké besedy v Praze v listopadu 1931

Štyrský nejenže vytvořil rozsáhlé soubory, pocházející z let, kdy se vlastní surrealistická fotografie teprve formovala, ale svůj příspěvek do oblasti fotografie chápal programově jako surrealistický.
Důvody, proč Jindřich Štyrský stále přitahuje pozornost, na rozdíl od řady svých generačních vrstevníků, z nichž se staly pouhé dějinné příklady spjaté s vlastní dobou, jsou mnohé. Jeho různosměrný odkaz zůstal tak otevřený, že působí až do dnešních dnů. Upoutává nejen šíří svých postupů, ale také svým životem, který je mnohdy opředen legendami.
| „                                | Štyrského dílo je tak mnohostranné, že se zdá být jako celek neuchopitelné: vnímáme vždy jen jednu část, při natočení se zjevuje jiná, a náhle ty, o nichž se domníváme, že je známe, se ukáží v nových, pozměněných souvislostech. V jedné fasetě se zrcadlí další, a jakmile jsme přesvědčeni, že již vidíme dovnitř krystalu, znejistíme: mohlo jít pouze o odlesk jedné strany. | “ |
| — historik umění Karel Srp, 1977 | |   |

Jeho obraz Cirkus Simonette byl dne 23. dubna 2006 v aukci prodán za 8,6 mil. Kč, čímž byl překonán dosavadní rekord částky zaplacené za české dílo. Do té doby držel český aukční rekord obraz Emila Filly Zlaté rybičky, který se v roce 2000 prodal za 7,3 milionu Kč. Rekord překonal obraz Ivana Ivanoviče Šiškina Před zrcadlem, který si koupil neznámý sběratel v dubnu 2006 za vyvolávací cenu 7,5 milionu korun.

### Literární činnost
- Edice 69, založil ji 1931
- Erotická revue, vedl ji od 1933
- Edice Surrealismu, redigoval ji od 1934
- Literární kurýr Odeonu

Jeho literární činnost úzce souvisí s výtvarnou prací, své knihy ilustroval:
- Sny
- Emilie přichází ke mně ve snu

## Výstavy
- 2007 Jindřich Štyrský (1899–1942), Galerie hlavního města Prahy, Dům U Kamenného zvonu, 30. květen – 9. září 2007, kurátoři: Karel Srp a Lenka Bydžovská[11]
- 2022 Jindřich Štyrský slovem i obrazem : plakátová výstava, autorka: Zuzana Brikcius, výstava se uskutečnila díky podpoře Městské části Praha 1, Státního fondu kultury České republiky a Spolkového kancléřství ve Vídni.[12]

## Galerie

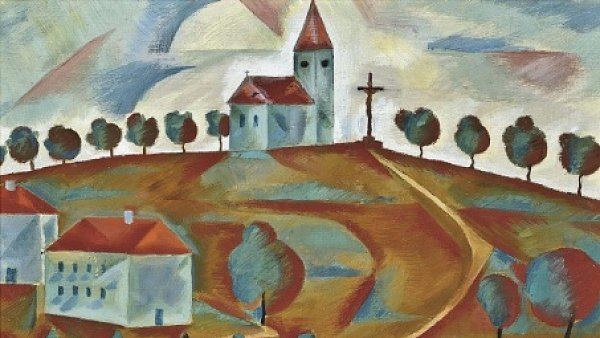
Kostel na kopci (1921)
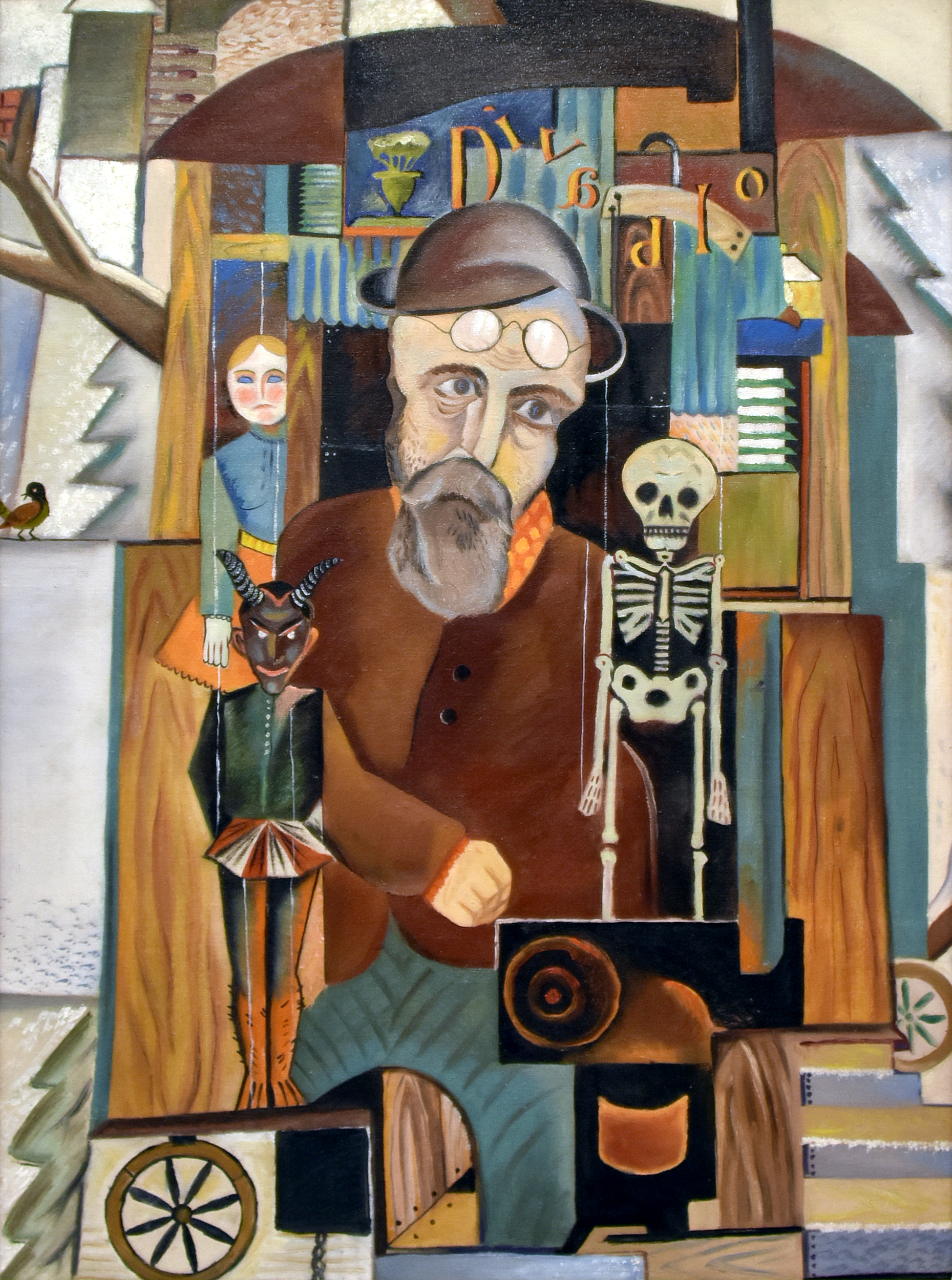
Loutkář (1921), Národní galerie Praha
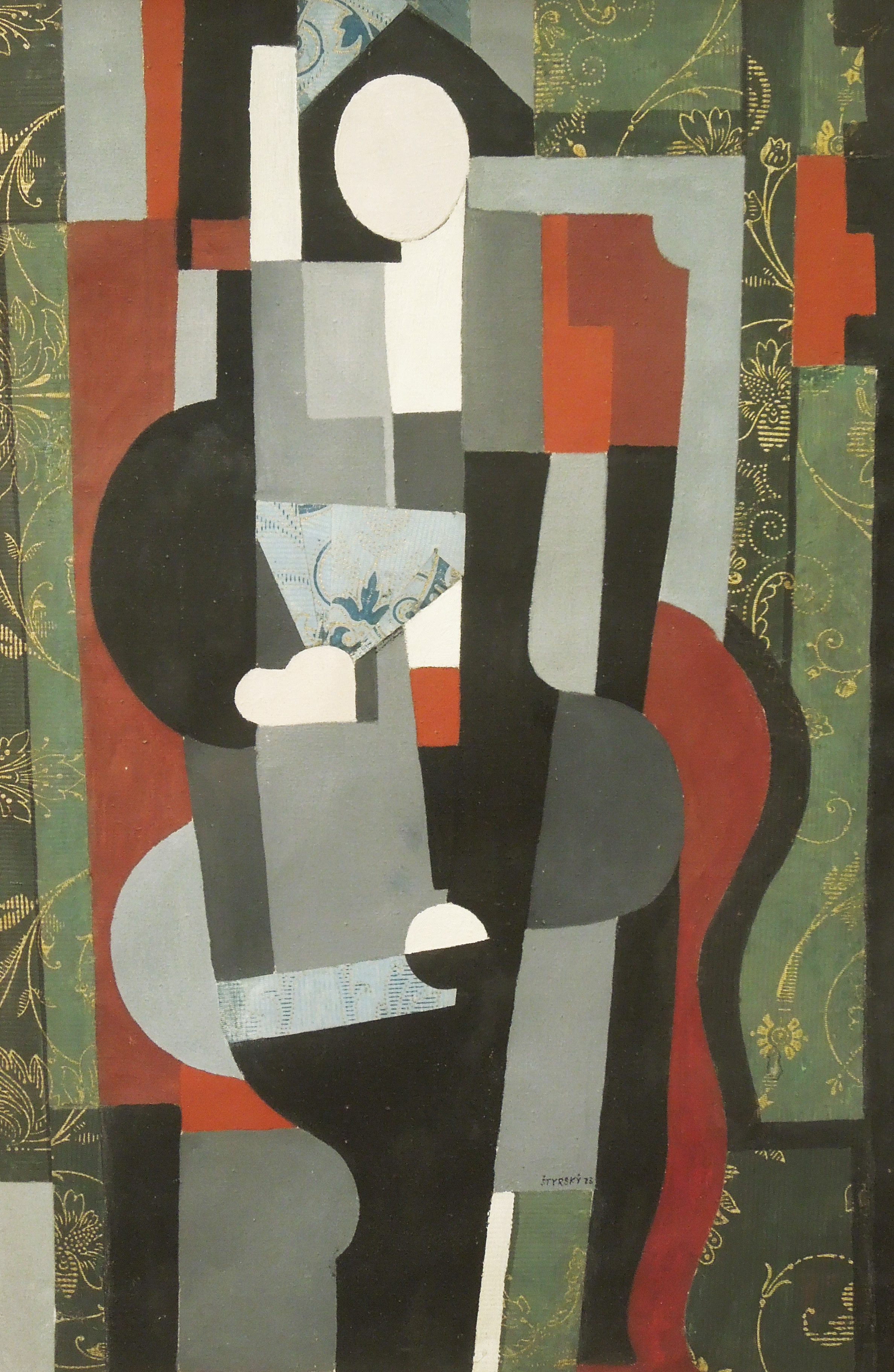
Černý pierot (1923)
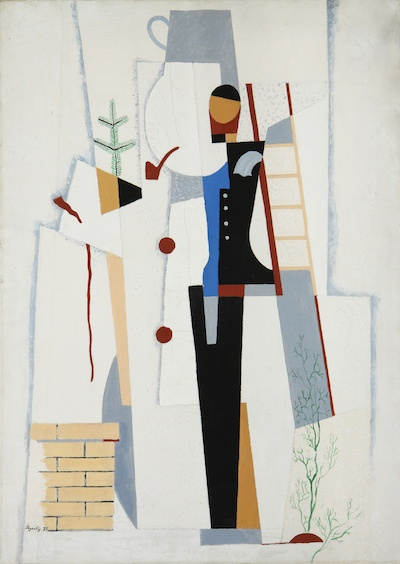
Kominík a sněhulák (1925)
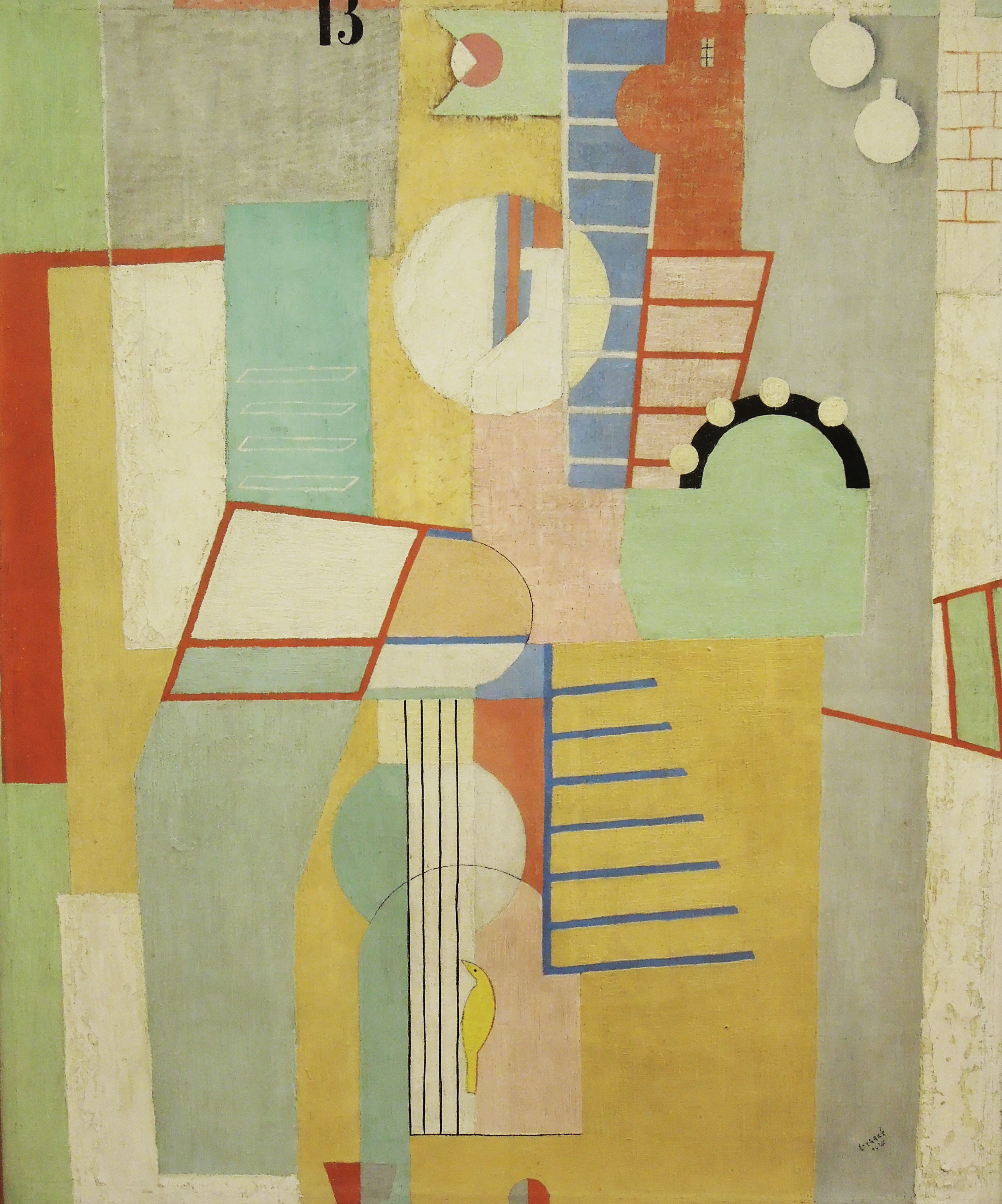
Venkovský hřbitov (1925), Národní galerie Praha
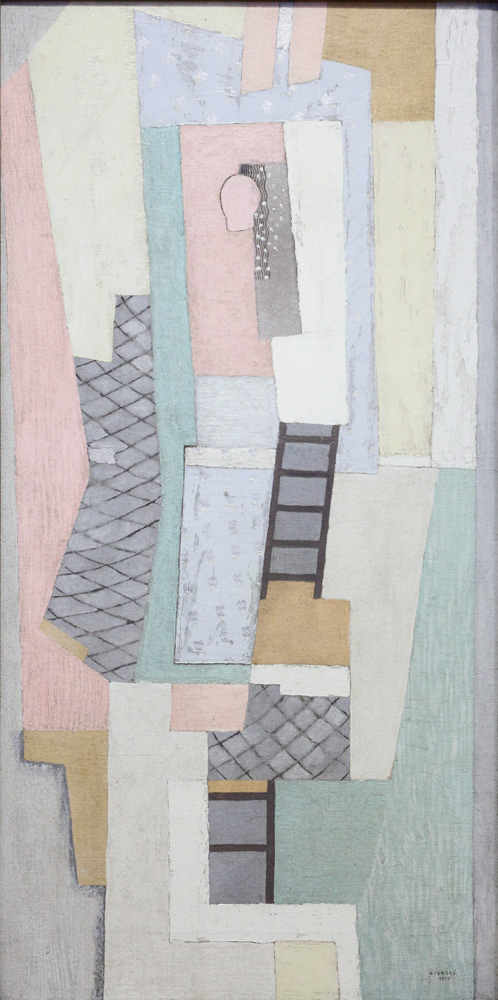
Náměsíčná (1925), Moravská galerie v Brně
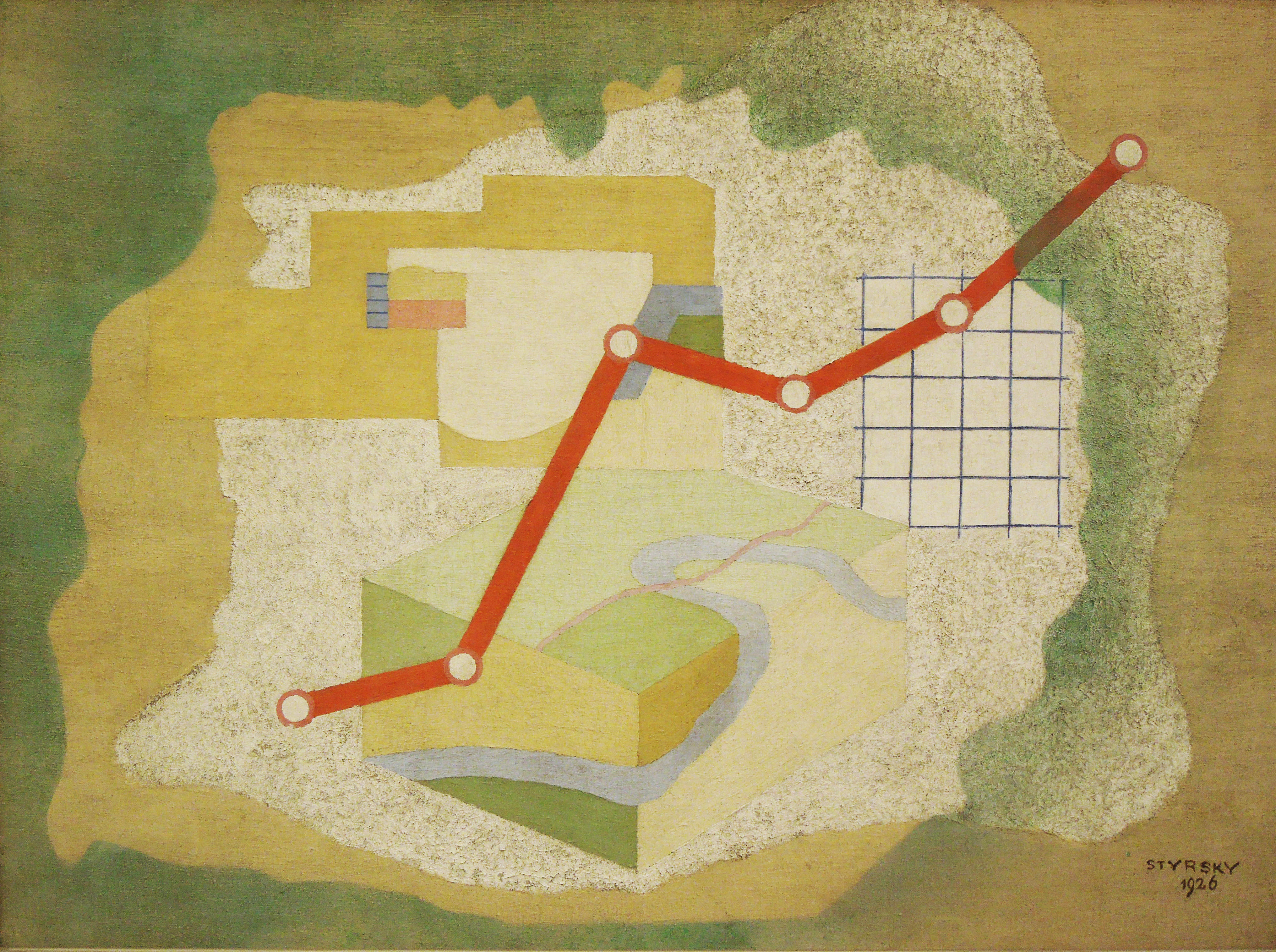
Jeskyně (1926), Národní galerie Praha
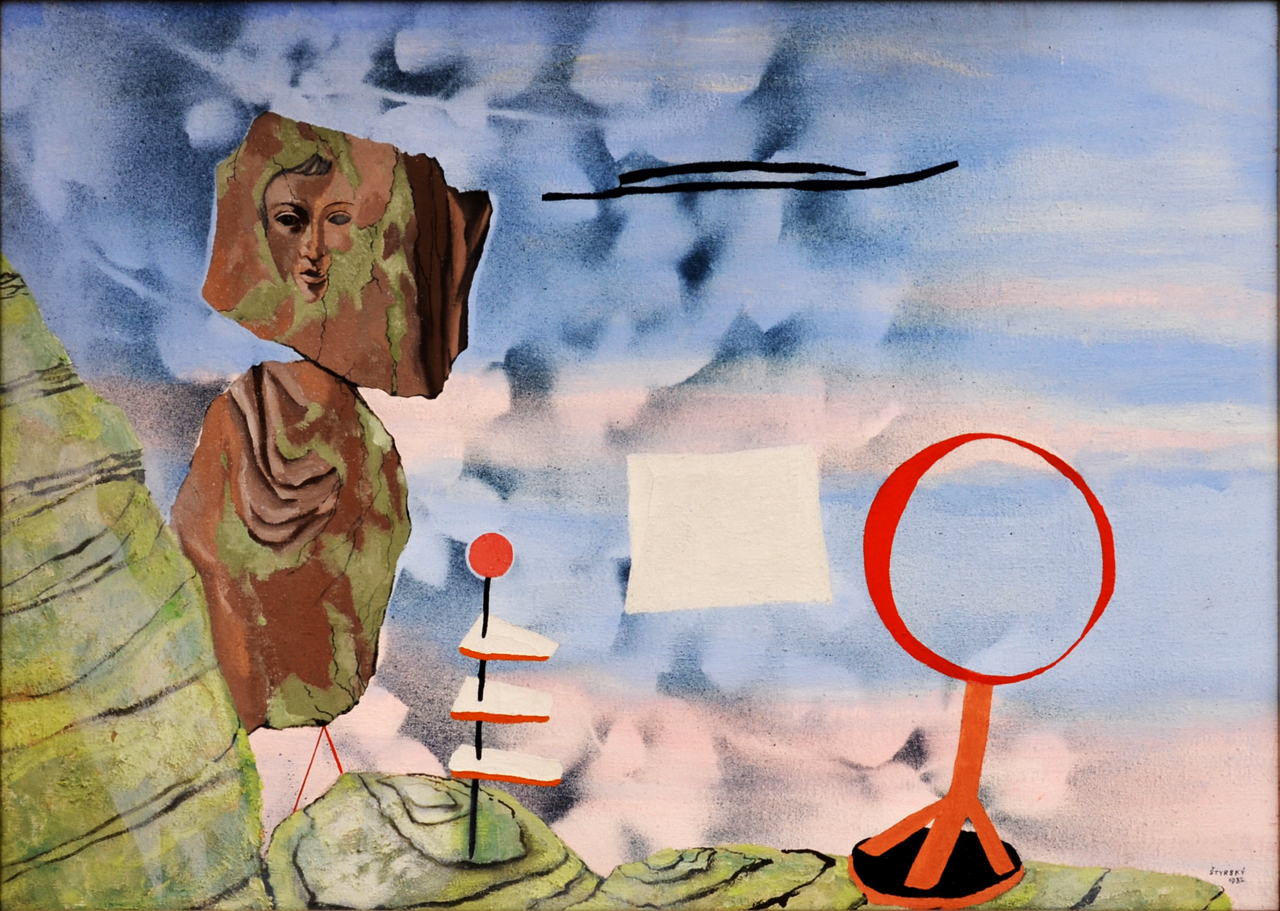
Obraz (1932), AJG Hluboká nad Vltavou
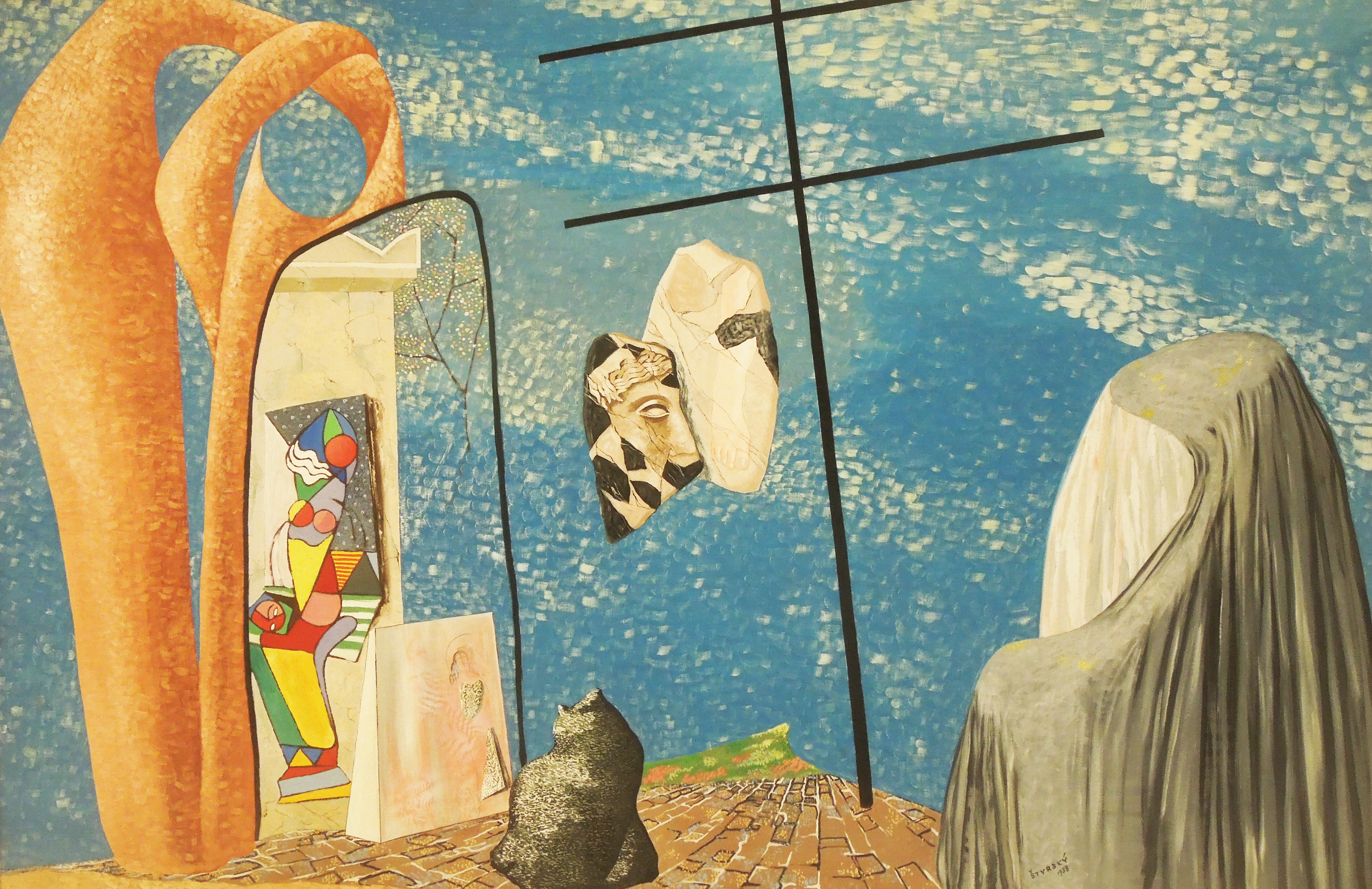
Z mého deníku (1933), Národní galerie Praha
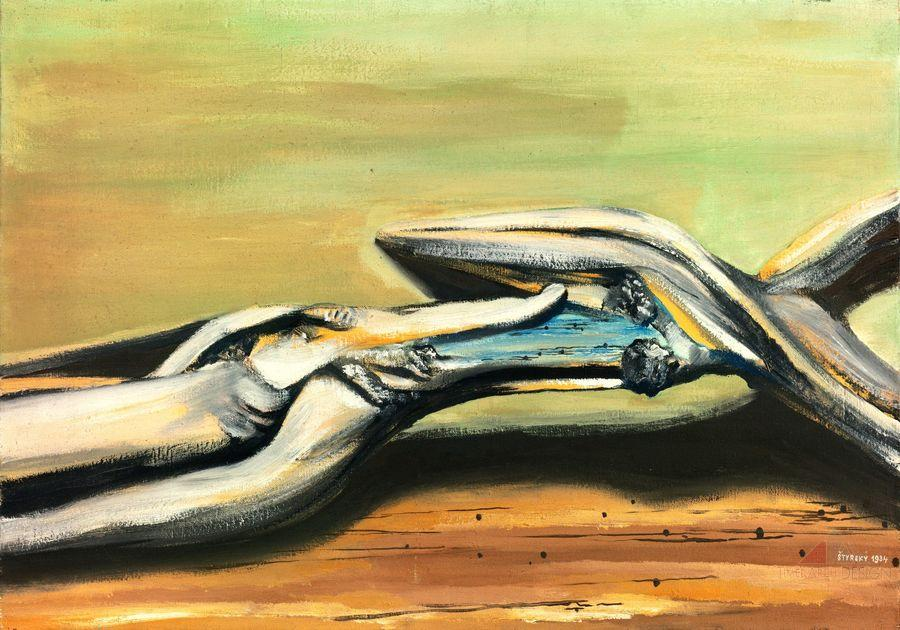
Kořeny (1934)
Aventinská mansarda (1928)